# Festival interceltique de Lorient 1976
La 6e édition du Festival interceltique des Cornemuses de Lorient se déroule du 6 au 15 août 1976. La durée du festival passe à dix jours. Des spectacles sont aussi programmés dans les quartiers périphériques de la ville.
Pour la première fois, la Galice est invitée au même titre que l'Irlande, l'Ecosse, le Pays de Galles ou la Bretagne. Les délégations de l'Irlande et de l'Ecosse augmentent pour passer à 150 musiciens chacune. Une équipe de 200 bénévoles fait fonctionner le festival.
Alan Stivell donne un concert le 14 août au stade du Moustoir pour présenter son album Trema'n Inis : Vers l'île.

## Programmation
Parmi les nombreuses autres manifestations, on trouve notamment : 
- La finale du Championnat national des bagadoù au Parc du Moustoir. Comme l'année précédente, le Bagad Kemper remporte le titre de champion de Bretagne[4].
- Le « Spectacle interceltique » au Parc du Moustoir, avec le palmarès du championnat et de nombreux bagadoù, pipe bands, chœurs, etc.
- Baleadenn Veur, la « Parade des nations celtes et des pays de Bretagne » à travers les rues de la ville, grand défilé folklorique des bagadoù, cercles celtiques et autres délégations venues d'Ecosse, d'Irlande, de Galice et du pays de Galles (3 000 participants).
- Le « Triomphe des sonneurs », défilé dans rues de Lorient.
- Festival de musique et de danses bretonnes au Parc du Moustoir (2 500 participants).
- Grand spectacle Bretagne-Ecosse  au Parc du Moustoir avec le Bagad de Lann Bihoué, le Bagad Kemper, le Muirhead & Sons Pipe Band (en), etc.
- Grand spectacle Irlande-Galice au Parc du Moustoir avec Cántigas da Terra (gl) et pipe bands et céilí bands irlandais.
- Messe en breton à l'église Saint-Louis.
- Concert de bombarde et orgue et de chorales galloise et galicienne à l'église Saint-Louis.
- « Fest Noz Vraz » place de l'Hôtel de Ville
- Concert « Les cornemuses des pays celtes » au Palais des Congrès.
- La « Nuit interceltique du folk » au Palais des Congrès.
- Tous les soirs, cabaret breton au Palais des Congrès avec 4 ou 5 artistes différents, parmi lesquels The Tannahill Weavers, Jean Baron et Christian Anneix, les frères Pennec, les sœurs L'Hour, Heather Jones ou Kavaden.
- Défilés et concerts dans les quartiers avec des formations participant aux autres animations du festival.
- Spectacle audio-visuel Les Heures de Rohan à l'Eglise du Moustoir.
- Festival interceltique du film de télévision au cinéma Le Royal.
- An Alarc'h, théâtre place d'Alsace-Lorraine.
- Expositions d'artistes bretons : peinture, photographie et artisanat.
- Exposition sur le costume breton au Palais des Congrès.
- Match de football opposant le FC Lorient au FC Bruges.
- Premier prix cycliste de la ville de Lorient.
- Championnat interceltique de lutte bretonne square Briseux.
- Tournois de tennis, de golf et de bridge.
- Feu d'artifice et « Cotriade monstre » sous la criée du port de pêche de Keroman.
- Concours des écaillers place d'Alsace-Lorraine.
- Course humoristique des patrons de cafés.
- Concours du « Poisson du Festival » dans les restaurants.